# Rheintalcup

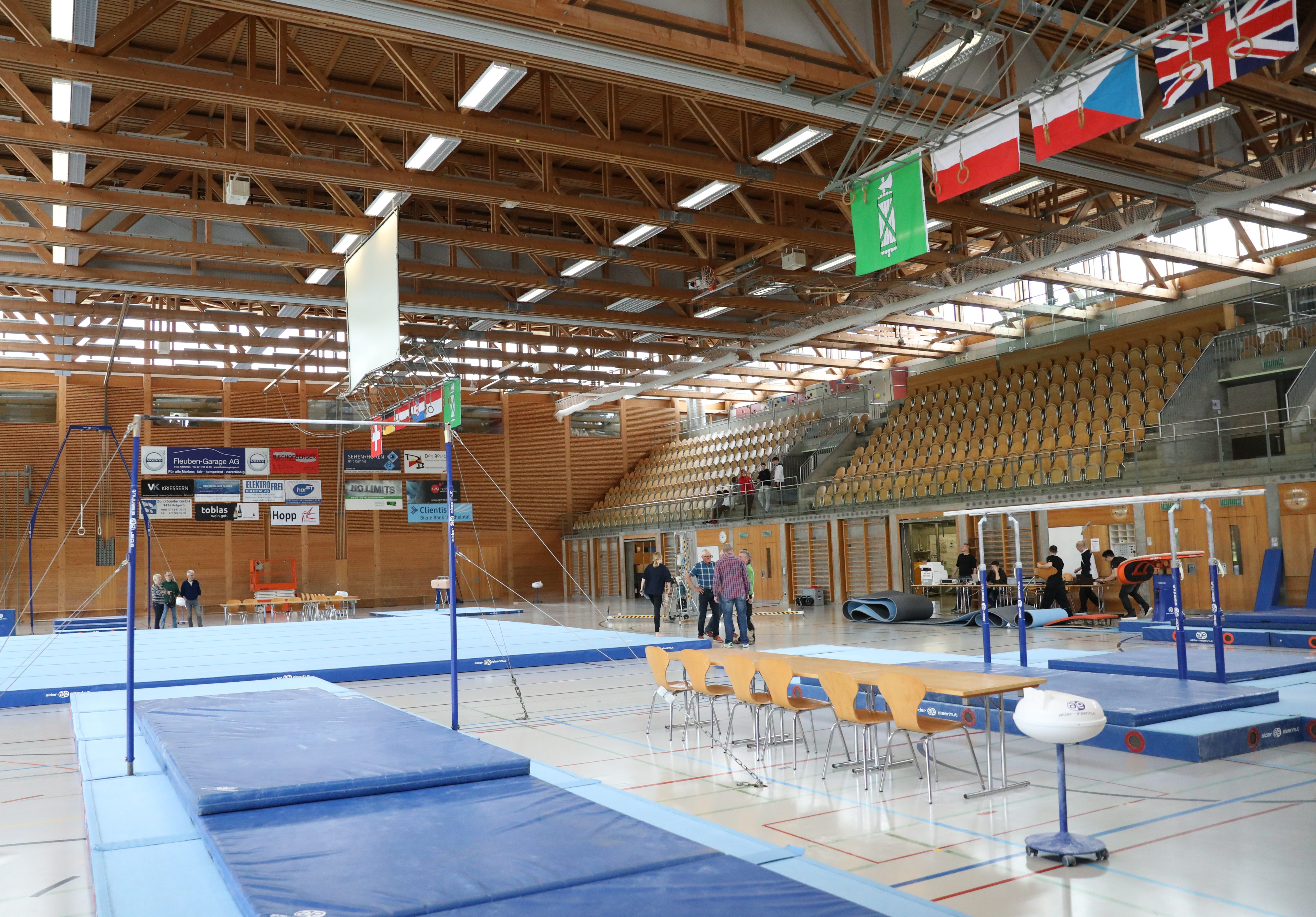
Blick in die Wettkampfhalle beim 25. Rheintalcup 2022

Der Rheintalcup ist das einzige internationale Turnier im Kunstturnen für männliche Junioren und Senioren in der Schweiz. Mit Ausnahme der ersten Ausgabe im Jahr 1995 fand der Wettkampf in Widnau im St. Galler Rheintal statt. Der Rheintalcup dient für ältere Turner als Qualifikationswettkampf für verschiedene nationale und internationale Wettkämpfe im Junioren- und Seniorenbereich. An einem zweiten Wettkampftag treten jüngere Schweizer Turner im Rahmen des jährlich ausgetragenen Ostschweizer Cups an.

## Geschichte

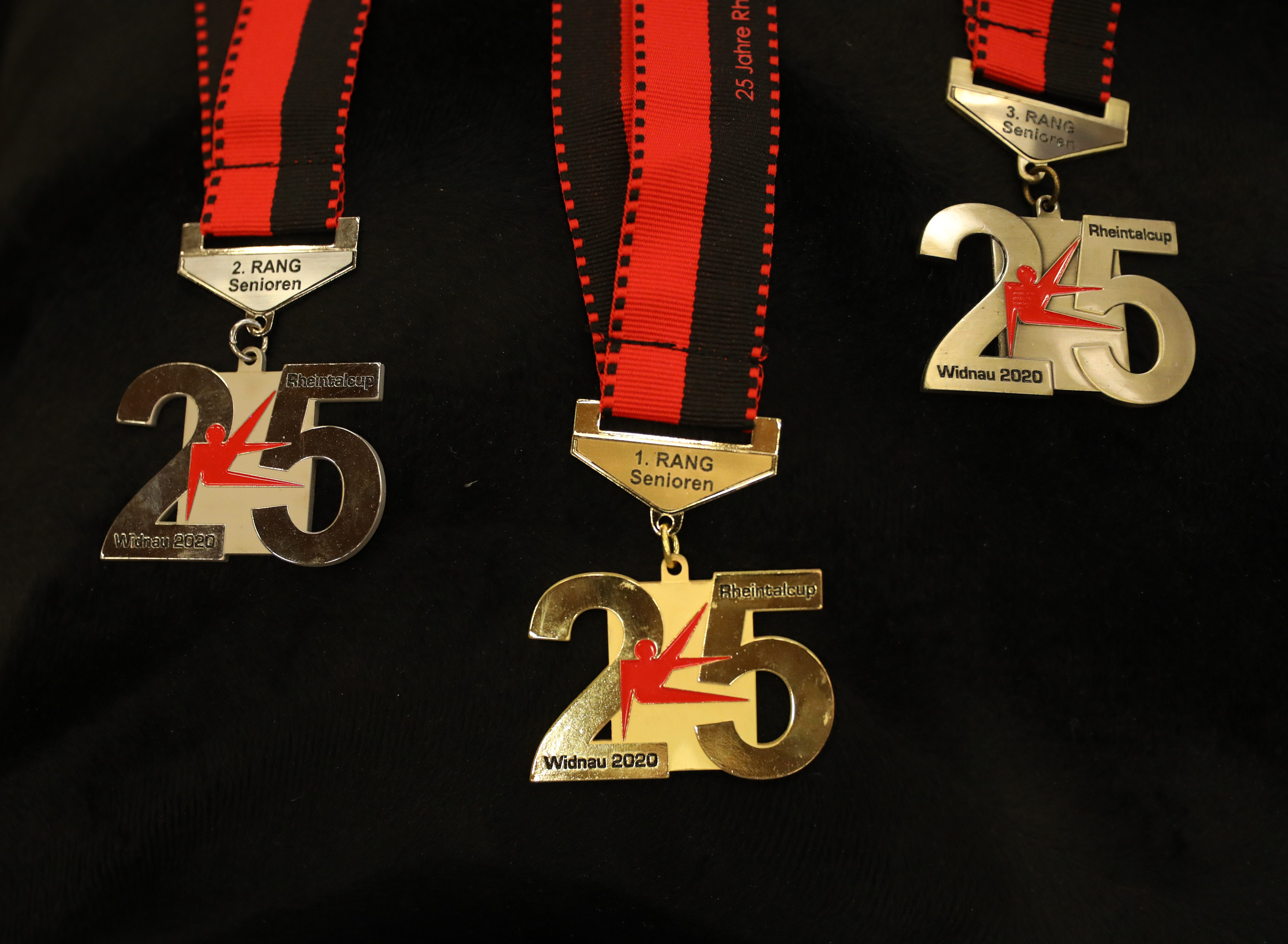
Medaillen für die Siegerehrung im internationalen Wettkampf der Senioren beim 25. Jubiläum des Rheintalcups

Im St. Galler Rheintal fanden schon in den Jahren 1985 bis 1994 Wettkämpfe im Kunstturnen statt. In Diepoldsau wurde zehnmal der Meyer-Cup veranstaltet, bevor am selben Ort im Oberstufenzentrum Kleewies am 9. April 1995 der erste Rheintalcup stattfand. Seinen Namen erhielt der Wettkampf von der Region. Seit der zweiten Ausgabe im Jahr 1996 findet der Wettkampf jährlich in Widnau statt, zuletzt in der Sporthalle Aegeten. Ausnahmen vom jährlichen Rhythmus gab es im Jahr 2006, als stattdessen die St. Galler Kunstturnertage stattfanden, sowie in den Jahren 2020 und 2021 durch die Absagen aufgrund der COVID-19-Pandemie. Die schon in diesen Jahren geplante 25. Jubiläumsausgabe wurde im Jahr 2022 nachgeholt. Zunächst bestand der Wettkampf nur aus einem regionalen Teil, in späteren Jahren wurde er um einen internationalen Teil ergänzt.

## Organisation
Organisator des Wettkampfs ist das Turnzentrum Rheintal. Der Verein wurde 1995 aus dem TZ Diepoldau (später KTZ Diepoldsau-Schmitter) gegründet und bietet Trainingsgelegenheiten für Knaben von vier bis 13 Jahre an, bevor sie bei entsprechender Leistung zum Regionalen Leistungszentrum Ost in Wil wechseln können. Die Wettkämpfe beim Rheintalcup finden früh im Wettkampfjahr statt und dienen oftmals der Orientierung. Anders als bei anderen internationalen Wettkämpfen in anderen Ländern wird der grösste internationale Wettkampf im Kunstturnen für männliche Junioren und Senioren in der Schweiz nicht von einem überregionalen, sondern von einem lokalen Veranstalter ausgerichtet. Der international noch hochkarätiger besetzte Swiss Cup, der am Ende des Wettkampfjahres stattfindet, bietet hingegen statt eines Mehrkampfs mit Finals eine Art Pokalwettkampf mit Zweikämpfen zwischen zwei Ländern an und trennt die Junioren- und Seniorenwettkämpfe.
Wie bei anderen derartigen Wettkämpfen üblich wird der Rheintalcup neben Antrittsgebühren vor allem durch Sponsoring, Tombolas und Einsatz von Ehrenamtlichen des Vereins getragen und erwirtschaftet ein Viertel des Jahresbudgets des Turnzentrums Rheintal. Neben Show-Wettkämpfen lokaler Turngruppen sind Majoretten aus Tschechien Teil des Programms und zeigen zu den Siegerehrungen ihre Übungen und begleiten die Turner beim Einmarsch und Gerätewechsel bei ihren Wettkämpfen. Im Sportzentrum Aegeten selbst gibt es Zimmer für Teilnehmer am Wettkampf.

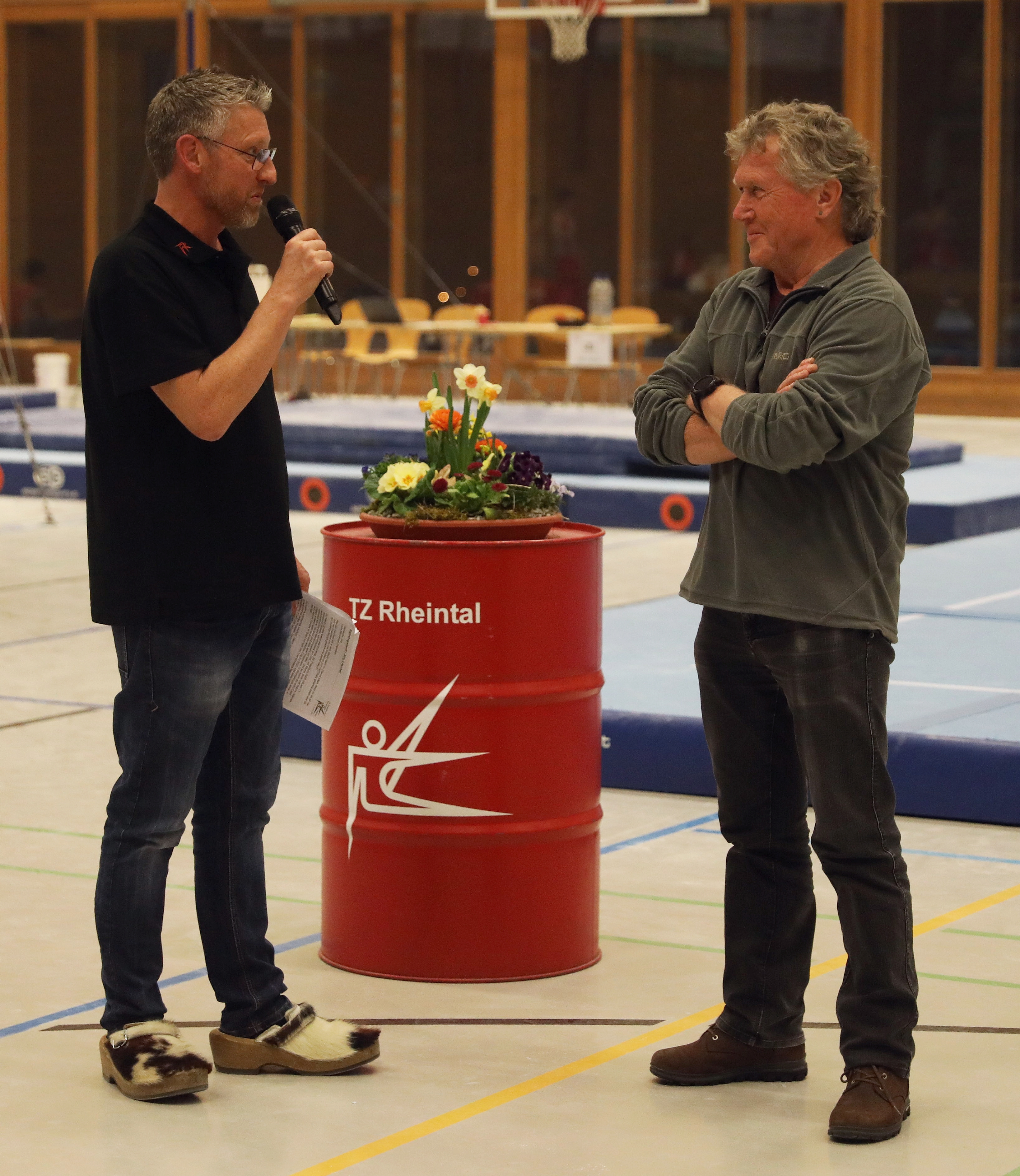
Ehrung des ehemaligen Wettkampfleiters durch den aktuellen Wettkampfleiter
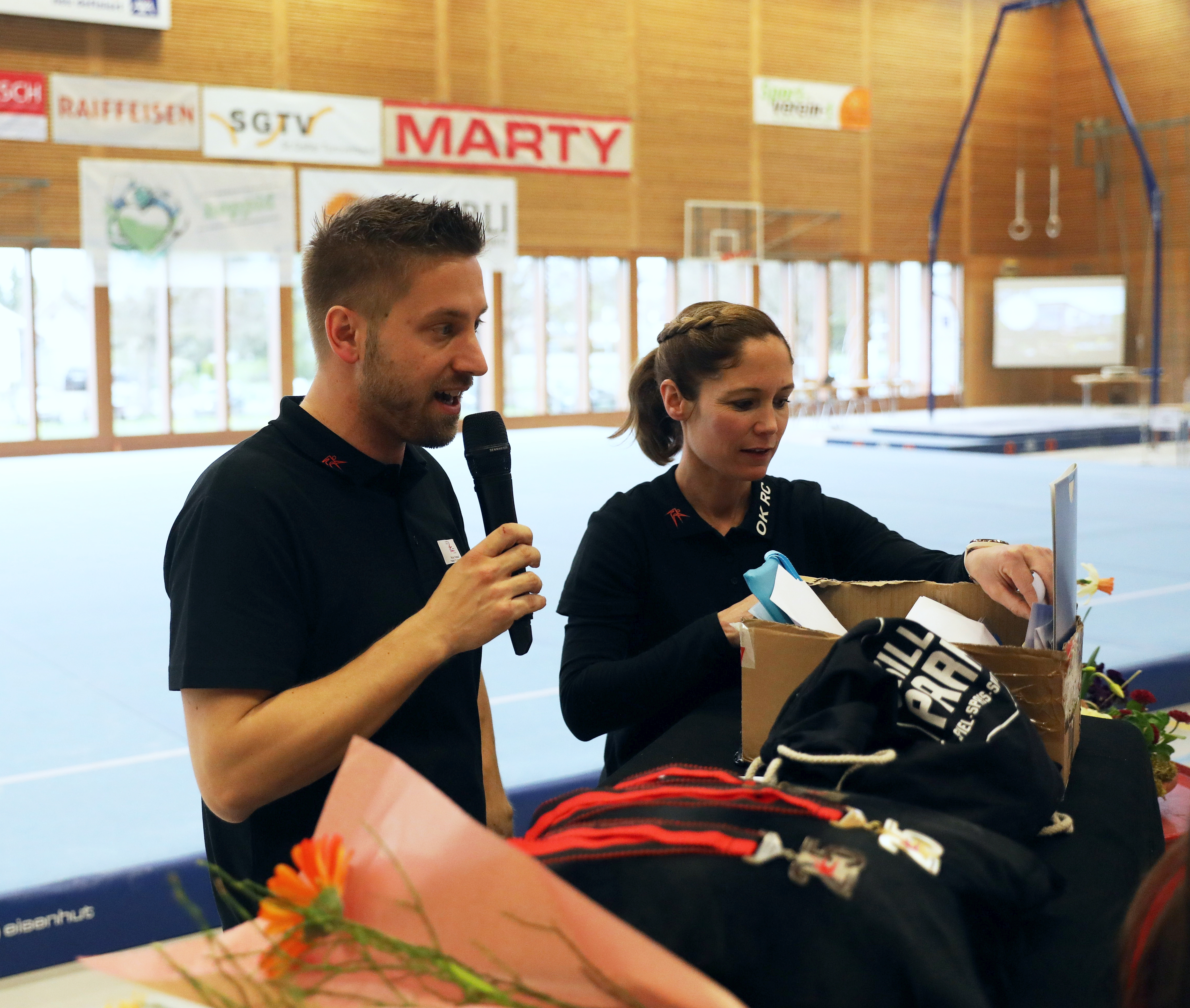
Durchführung einer Tombola durch den Vereinspräsidenten
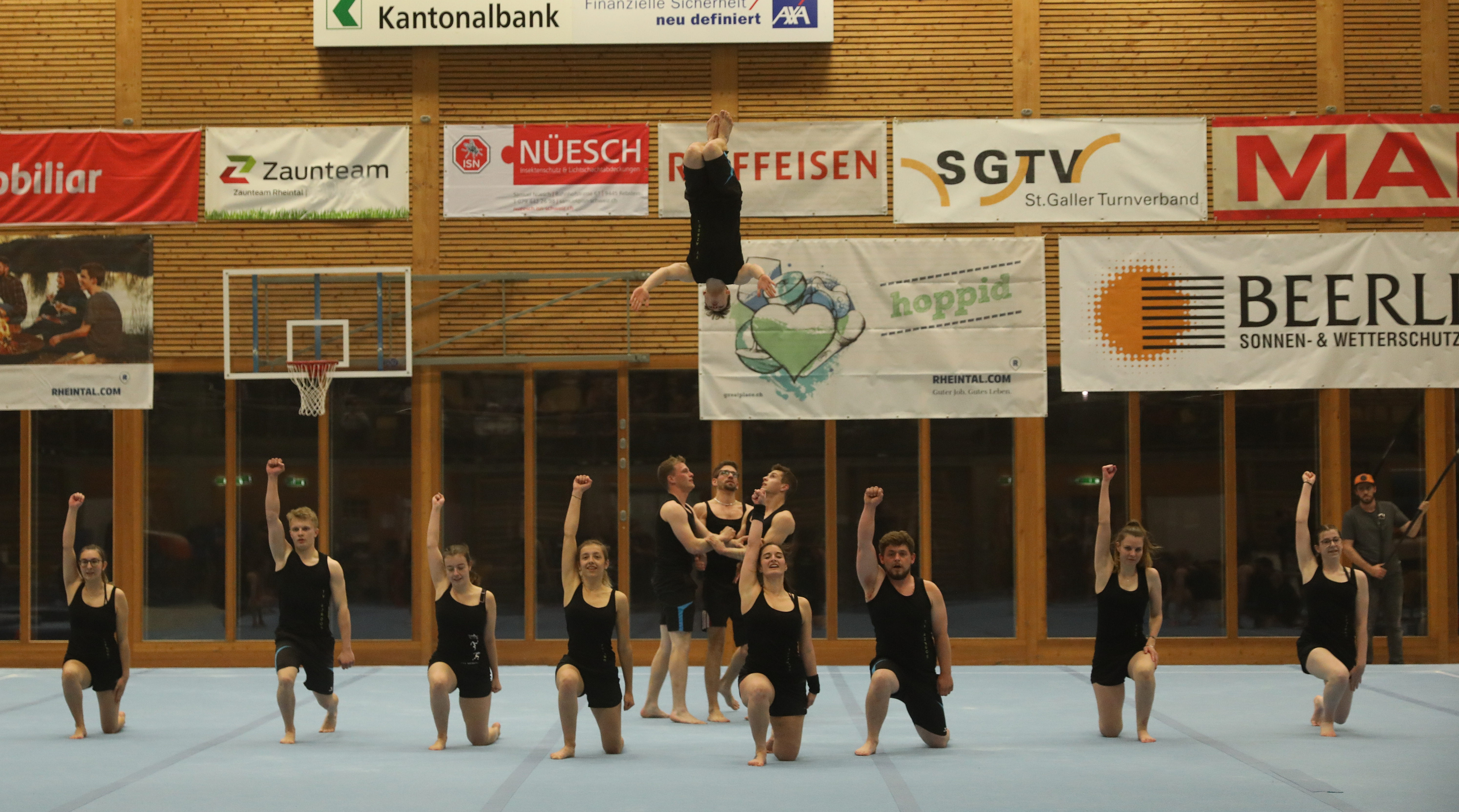
Auftritt einer lokalen Turngruppe
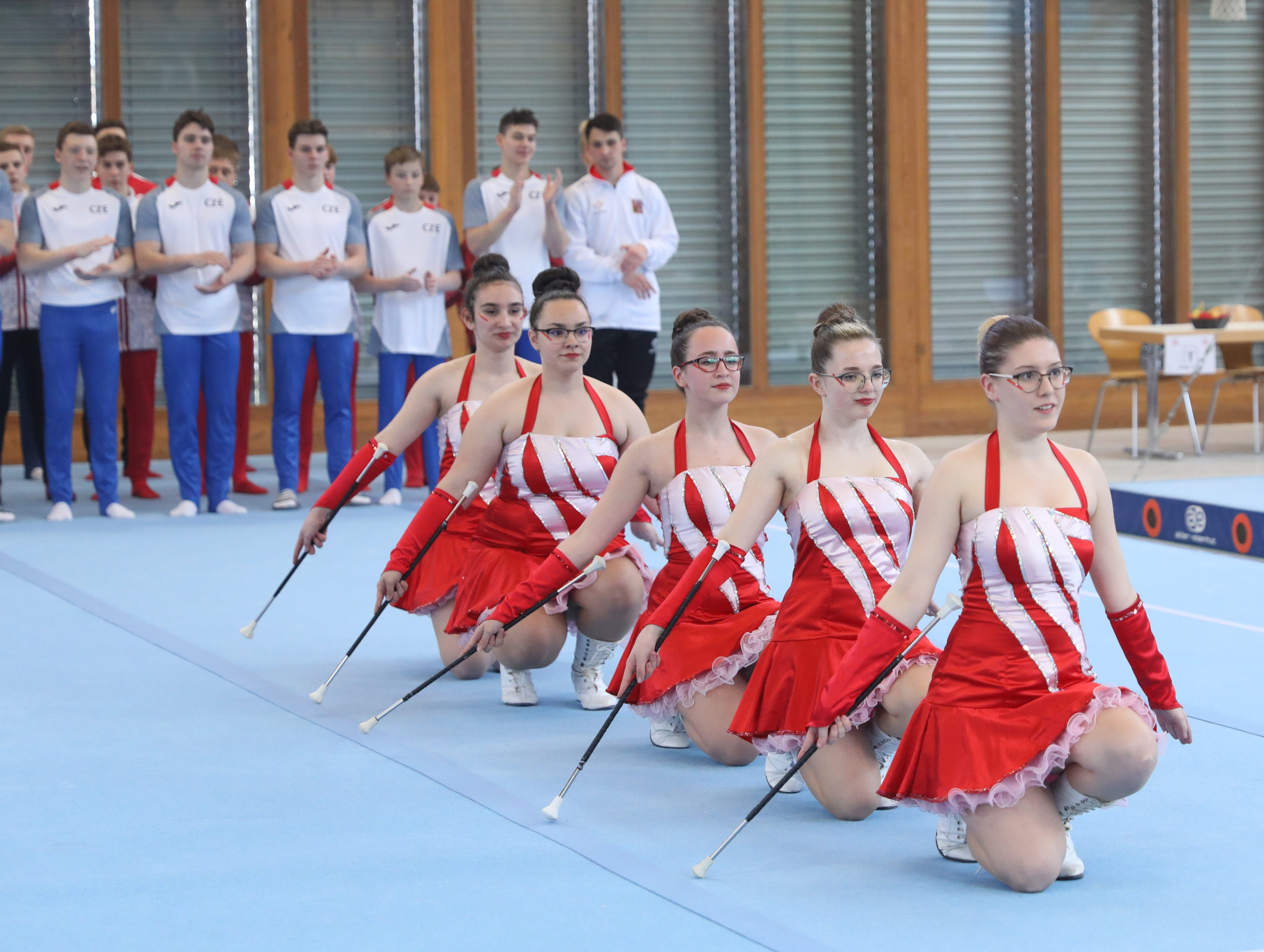
Majoretten bei einem Auftritt
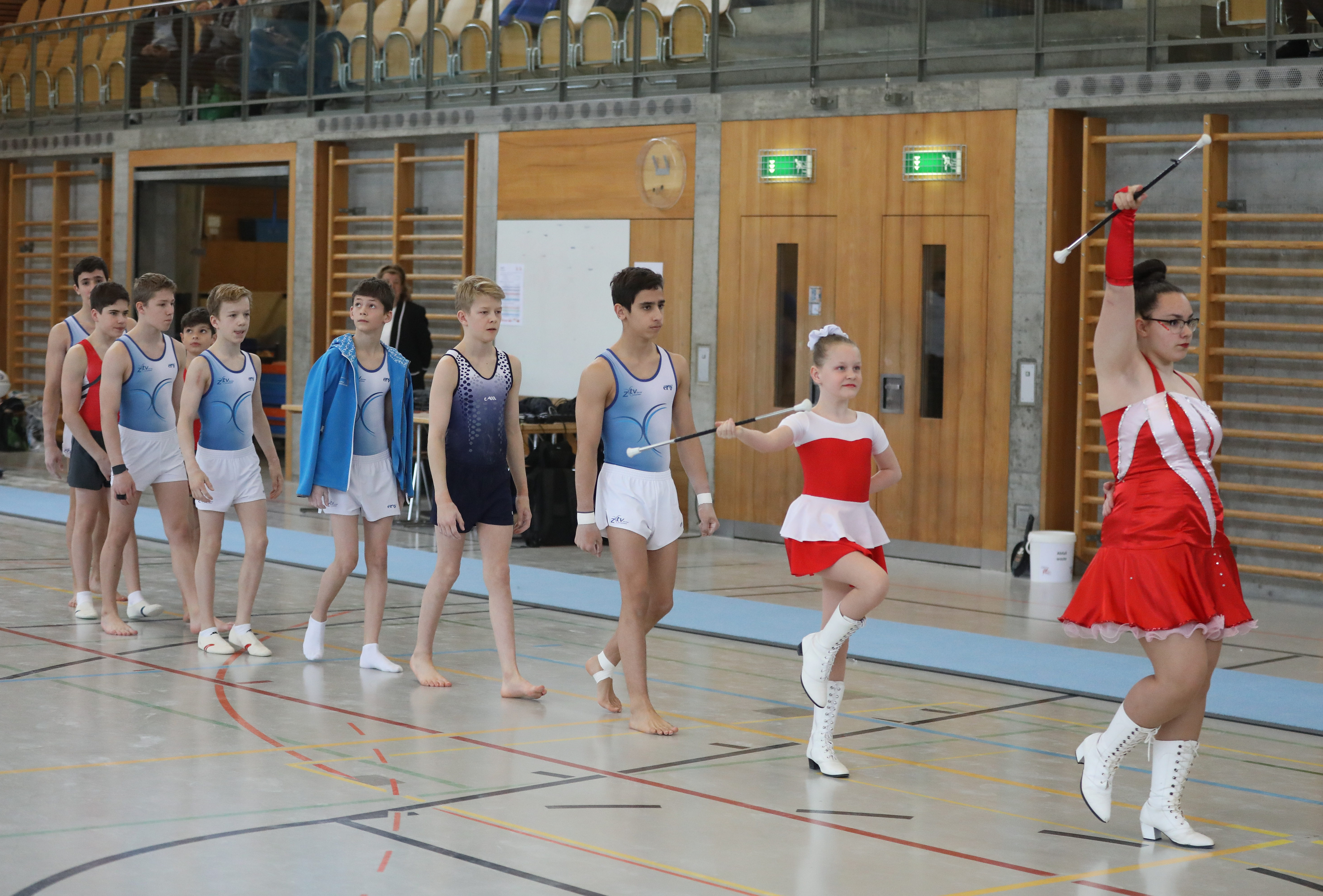
Begleitung von Turnern des Zürcher Turnverbandes beim Gerätwechsel durch die Majoretten

## Ablauf

### Freitag: Aufbau und Training
Da das Wettkampfwochenende nicht in der kleinen Trainingshalle des TZ Rheintal stattfinden kann, wird die Mehrzweckhalle im Sportzentrum Aegeten in Widnau für den Anlass umgebaut. Auf dem Hallenboden werden die seitens des Internationalen Turnverbandes vorgeschriebenen Matten sowie die sechs Geräte des olympischen Kunstturnens von Freiwilligen des Vereins aufgebaut.
Wie bei internationalen Wettkämpfen üblich findet vor dem Wettkampf ein Podiumstraining an den aufgebauten Geräten statt, das den Turnern letzte Vorbereitungen ermöglicht. Zum einen sollen so Besonderheiten dieser Geräte kennengelernt werden, um sich für den Wettkampf anzupassen. Zum anderen können so ganze Übungen oder relevante Elemente noch einmal an den Geräten vor Ort ausprobiert werden, um die abschliessende Übung für den Wettkampf zusammen mit dem Trainer festzulegen. Da das Training für Junioren wie Senioren aller teilnehmenden Länder als freies Training gestaltet ist, besteht so ausserdem die Gelegenheit, Turner und ihre Übungselemente vorab besser kennenzulernen. Es besteht jedoch keine Pflicht zur Teilnahme an diesem Training. In einer abschliessenden technischen Sitzung werden zudem die Ansprüche und Bedürfnisse der Delegationen an die Geräte besprochen.

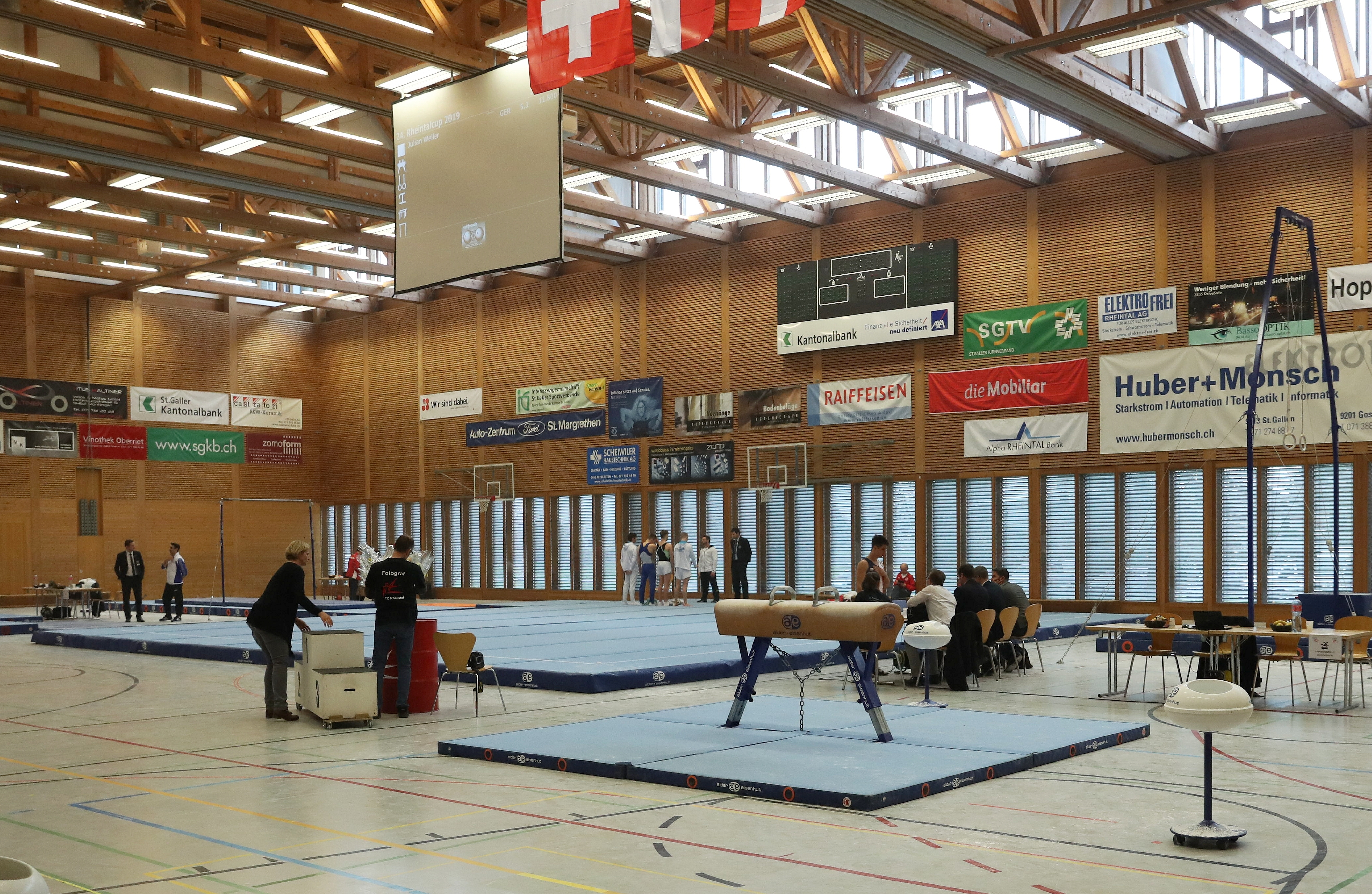
Vorbereitung der Wettkampfhalle mit Flaggen der teilnehmenden Länder an der Hallendecke
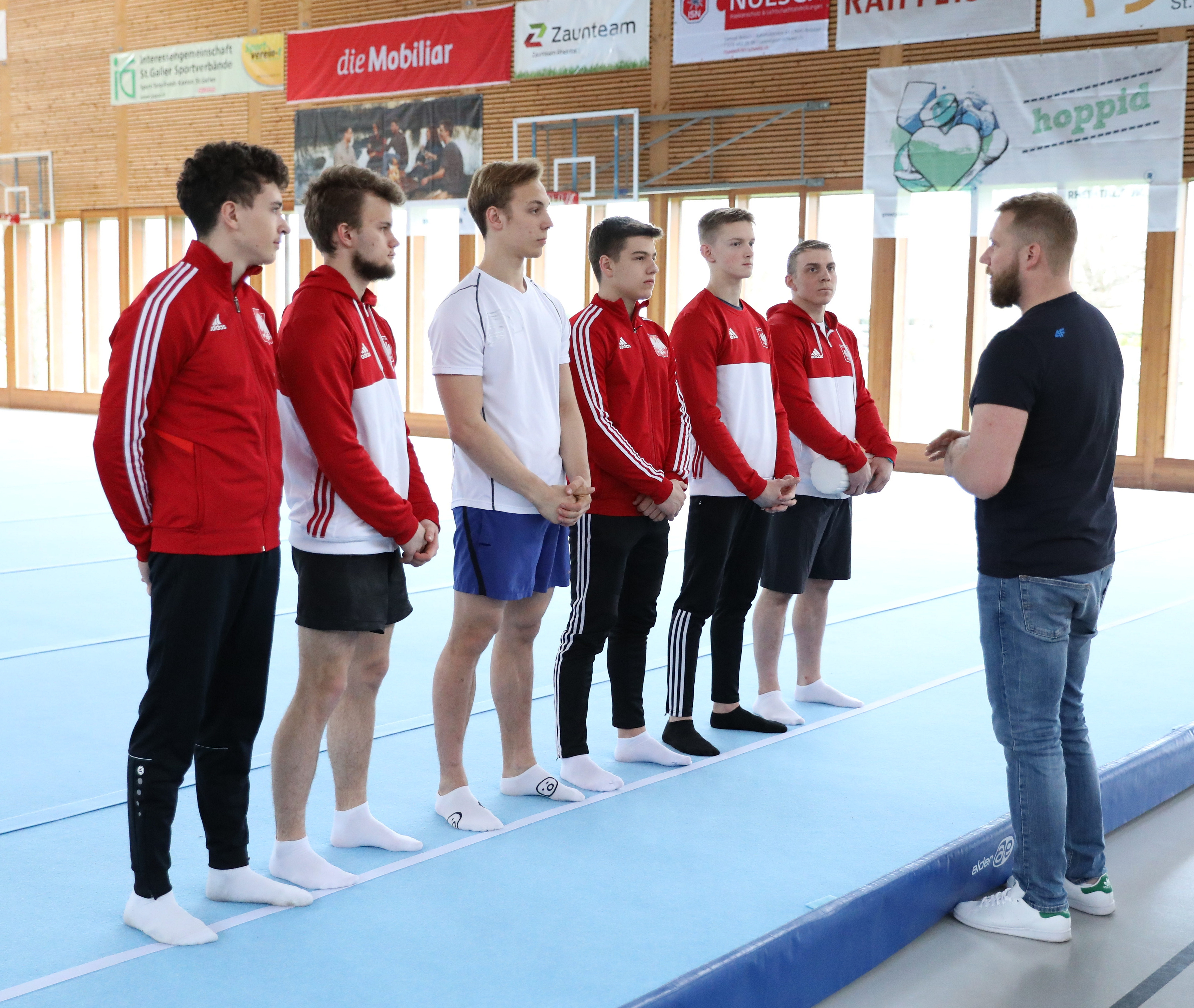
Appell einer Mannschaft (hier Polen) vor dem Podiumstraining
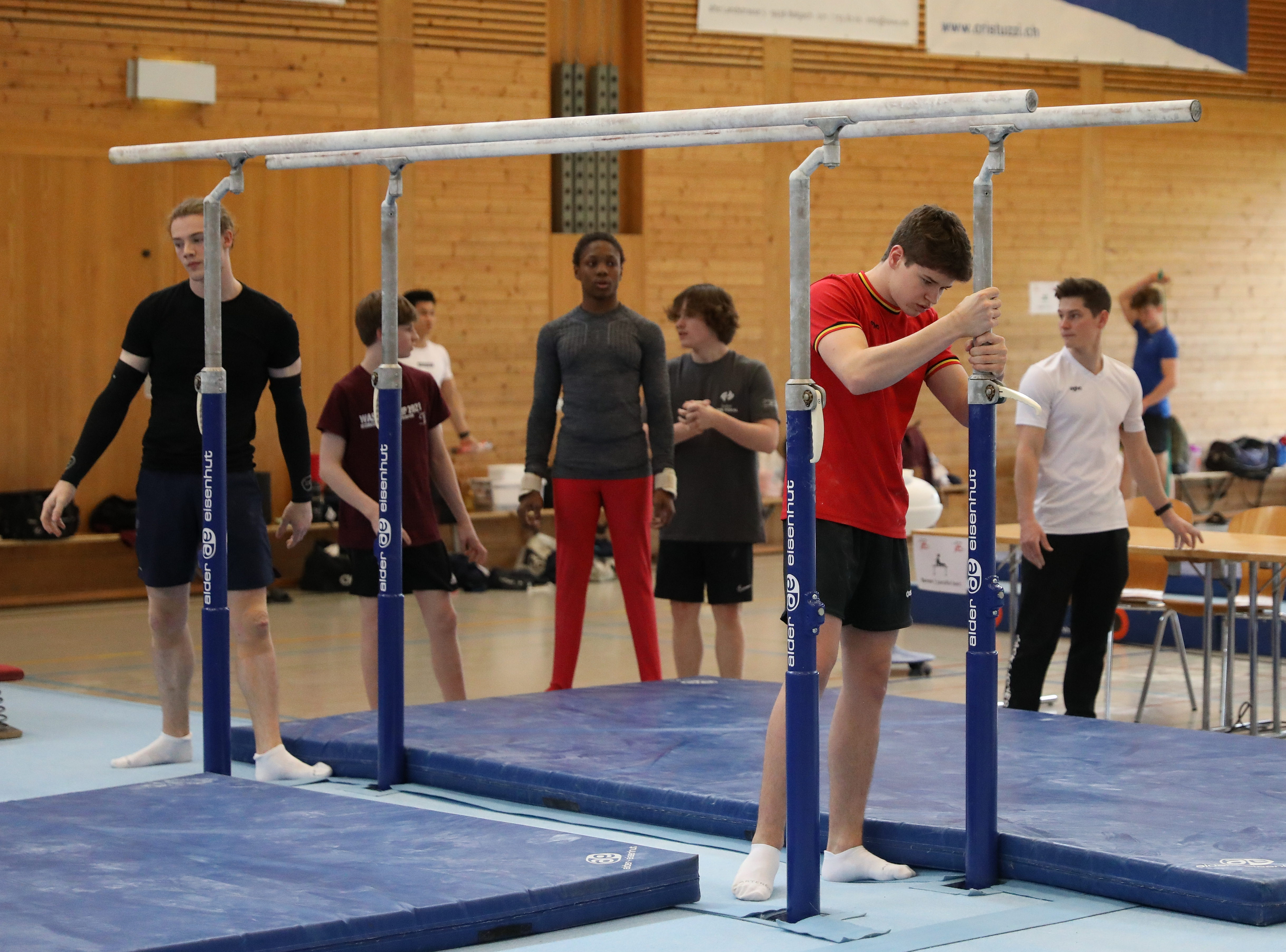
Präparation des Barrens beim Podiumstraining durch das Team Belgien
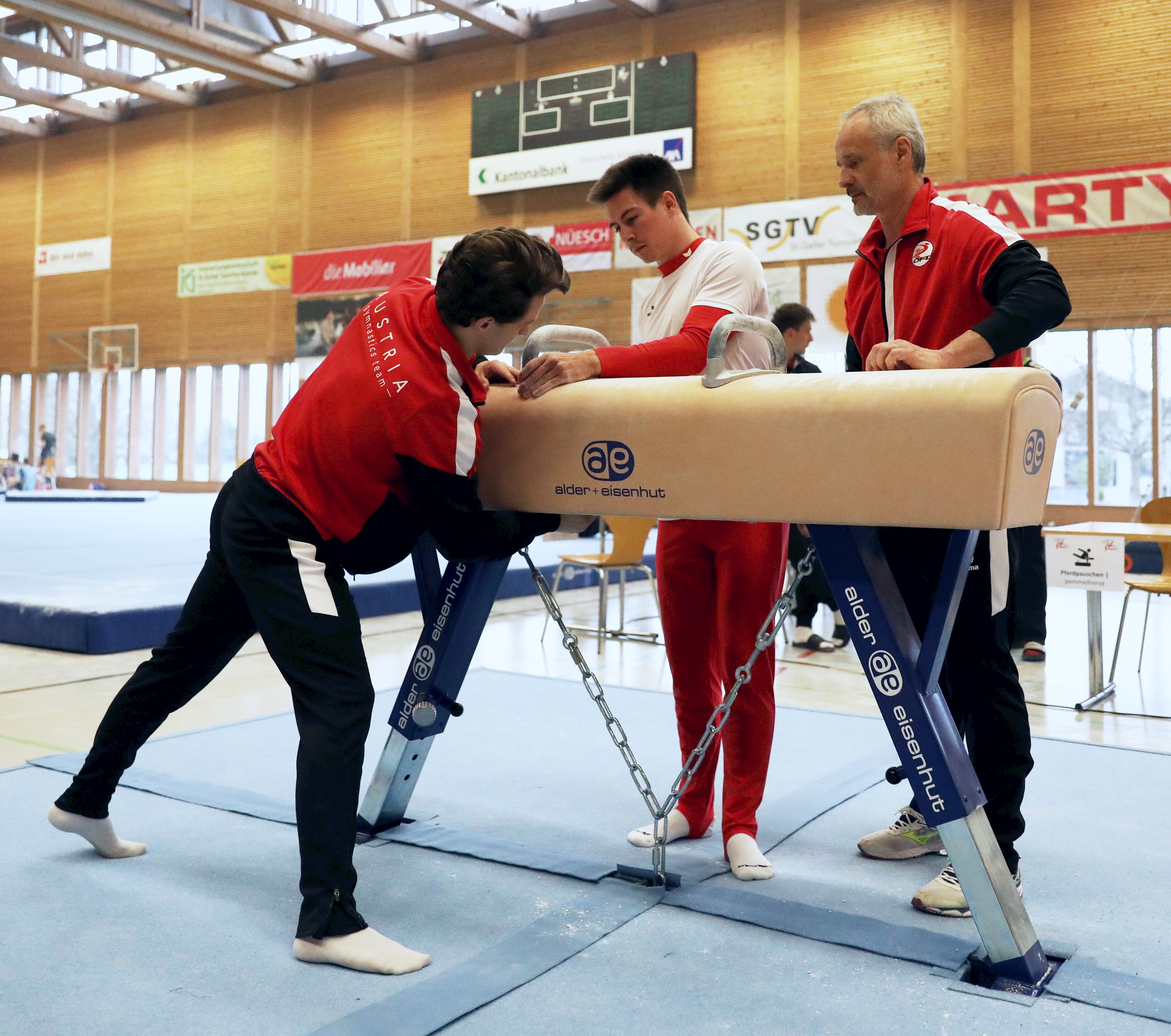
Einrichtung des Seitpferdes durch das Team Österreich
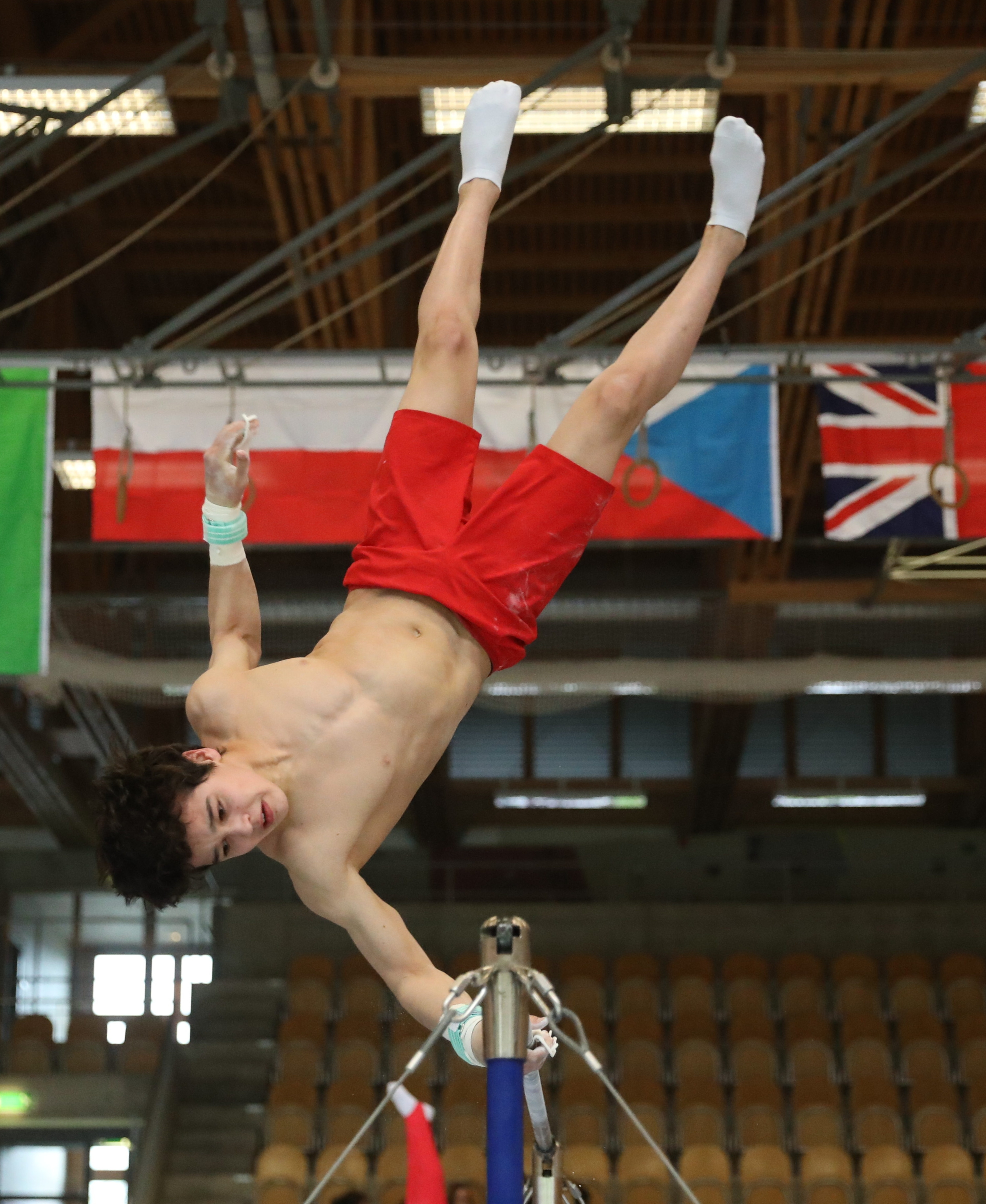
Turner aus Deutschland beim Training am Reck

### Samstag: Internationaler Wettkampf
Der internationale Wettkampf umfasst mehrere Teile: einen Mehrkampf für Junioren, einen Mehrkampf für Senioren sowie ein Geräte- oder Teamfinale. Seit dem Jahr 2015 finden die beiden Mehrkämpfe mit offenen Kür-Übungen gemäss den Regeln des Internationalen Turnverbandes statt (Schweizer Programm 6). Die Bewertung der Schwierigkeit und Durchführung der Übungen wird von einem Kampfgericht, das sich aus Mitgliedern der teilnehmenden Nationen zusammensetzt, gemäss dem internationalen Code de Pointage bewertet. In früheren Jahren konnten die Junioren im Schweizer Programm 5 antreten, das Pflicht- und Bonuselemente umfasst und dementsprechend anders bewertet wird. Sollten für die Mehrkämpfe zu viele Turner angemeldet sein, können die Wettkämpfe in mehreren Subdivisionen stattfinden. Es besteht keine Pflicht, an allen Geräten teilzunehmen. Als Sieger der Mehrkämpfe wird die Person mit der höchsten Punktzahl aller Teilnehmer gekürt, zudem wird der Kantonalmeister für St. Gallen im Programm 6 bestimmt. Folgende Länder haben an den internationalen Wettkämpfen bisher teilgenommen: Belgien, Bulgarien, Costa Rica, Deutschland, England, Frankreich, Italien, Japan, Kroatien, Luxemburg, Monaco, Niederlande, die Schweiz, Österreich, Polen, Portugal, Russland, Tschechien und Ungarn. Parallel dazu findet ein Wettkampf im Offenen Programm statt, bei dem Schweizer Amateurturner antreten. Hier werden nur die vier besten geturnten Geräte gewertet und der Sieger separat ausgezeichnet.
Die Mehrkämpfe beim Rheintalcup dienen den Schweizer Turnern als Qualifikationswettkämpfe für ihre nationalen Meisterschaften. Gelegentlich finden beim Rheintalcup auch offizielle Qualifizierungen für nationale und internationale Wettkämpfe im Junioren- und Seniorenbereich statt. So wurde unter anderem für die Schweizer Turner die Qualifikation der Junioren- und Senioren-Europameisterschaft 2014 sowie die Qualifizierung für das Europäische Olympische Jugendfestival im selben Jahr dort abgehalten. Der Rheintalcup im Jahr 2022 war als Qualifizierungswettkampf für die Universiade offiziell anerkannt.
Am Abend nach den Mehrkämpfen folgt ein Gerätefinal im Junioren- beziehungsweise Seniorenbereich an den drei Geräten Boden, Barren und Reck. Gelegentlich wie beim 25. Rheintalcup finden Teamfinals der besten teilnehmenden Nationen statt, bei denen ein Junioren- und ein Senioren-Turner an ebendiesen Geräten gemeinsam Punkte sammeln müssen, um das siegreiche Land zu bestimmen.
Im Rahmen des Internationalen Wettkampfes finden häufig weitere Aktivitäten wie ein Sponsorenapéro oder eine Tombola statt.

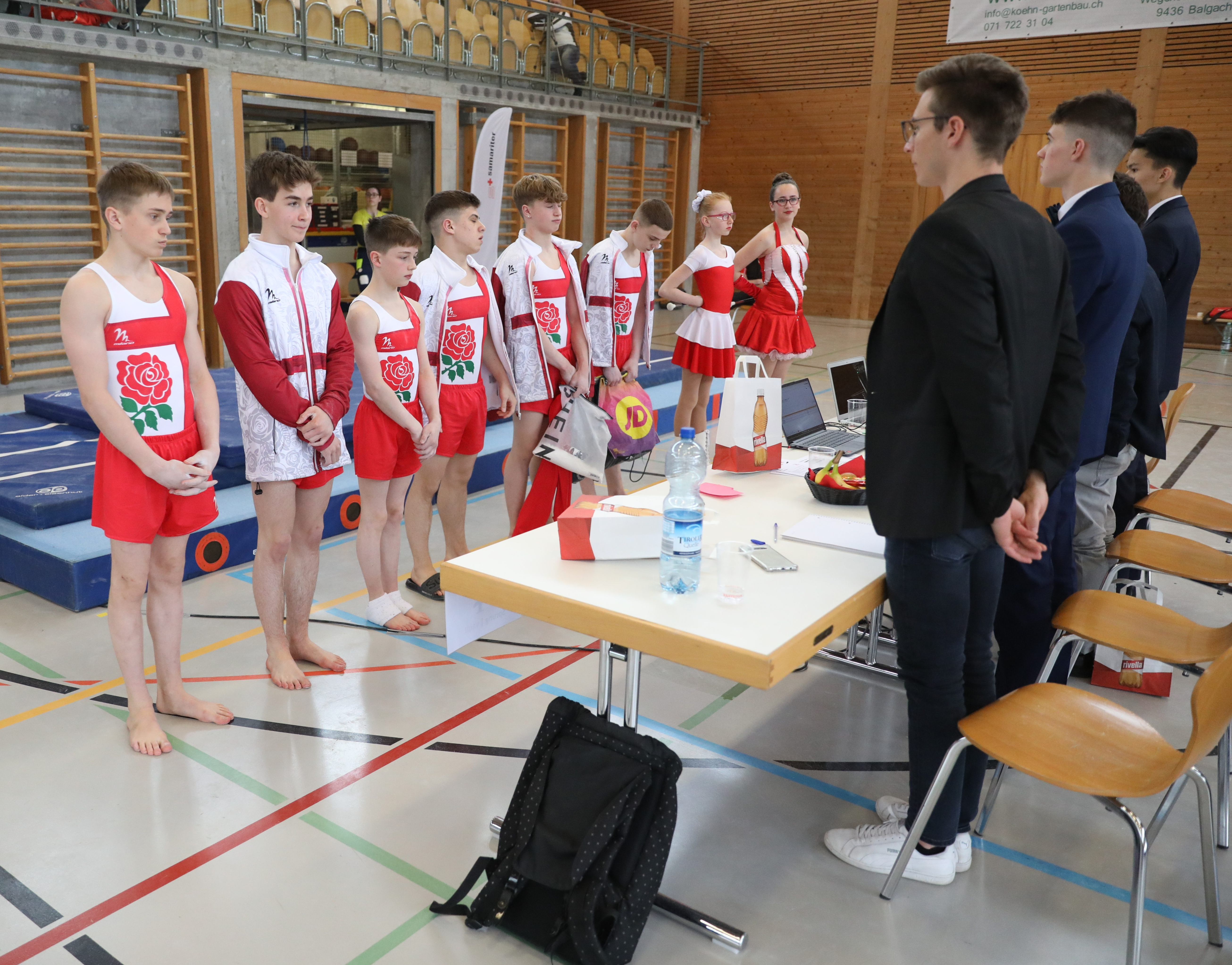
Meldung von Team England beim Kampfgericht vor den Übungen
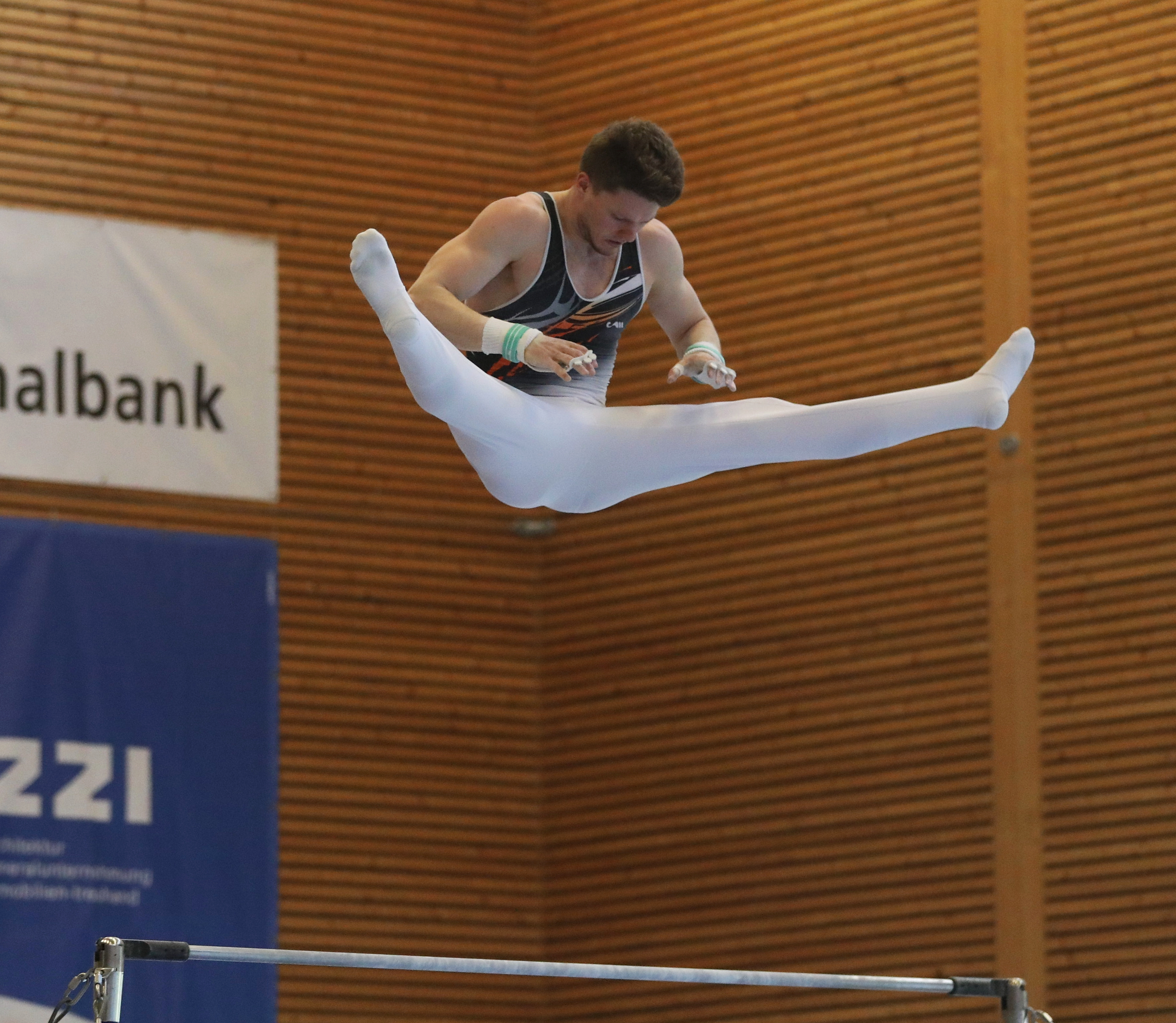
Marco Pfyl, Sieger im Senioren-Mehrkampf 2022, bei der Tkatchev-Grätsche am Reck
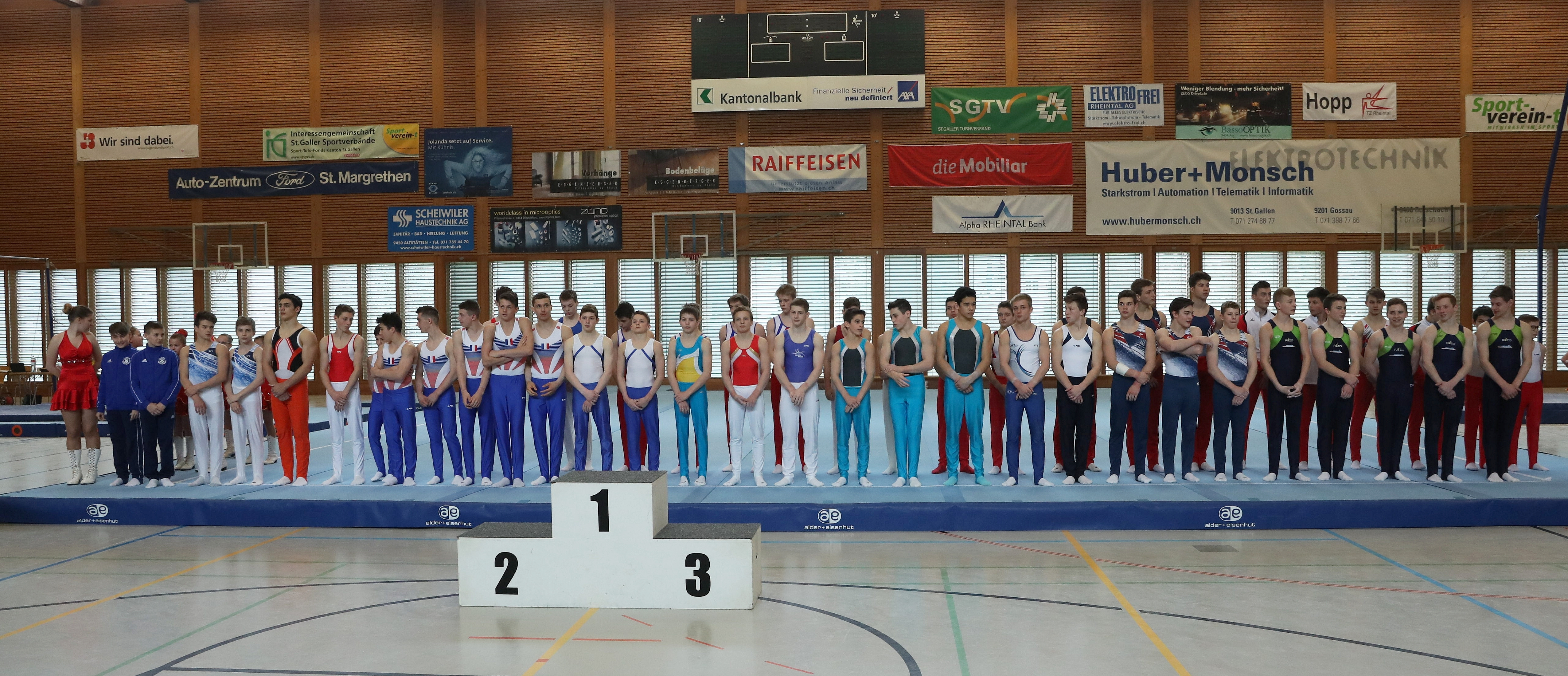
Aufstellung der Junioren bei der Mehrkampf-Siegerehrung 2019
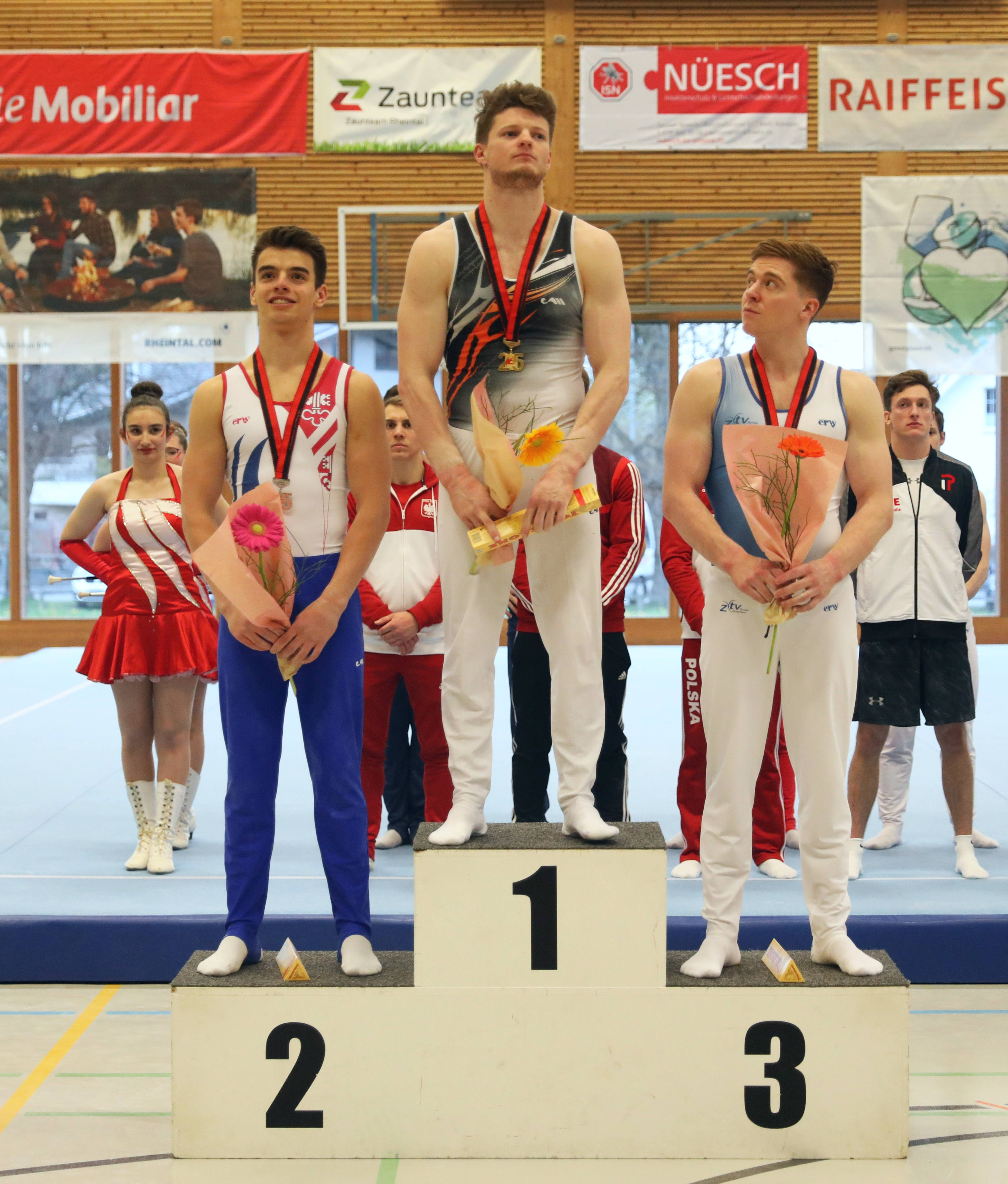
Podium der Senioren bei der Mehrkampf-Siegerehrung 2022: Marco Pfyl (Gold), Dominic Tamsel (Silber), Moreno Kratter (Bronze)
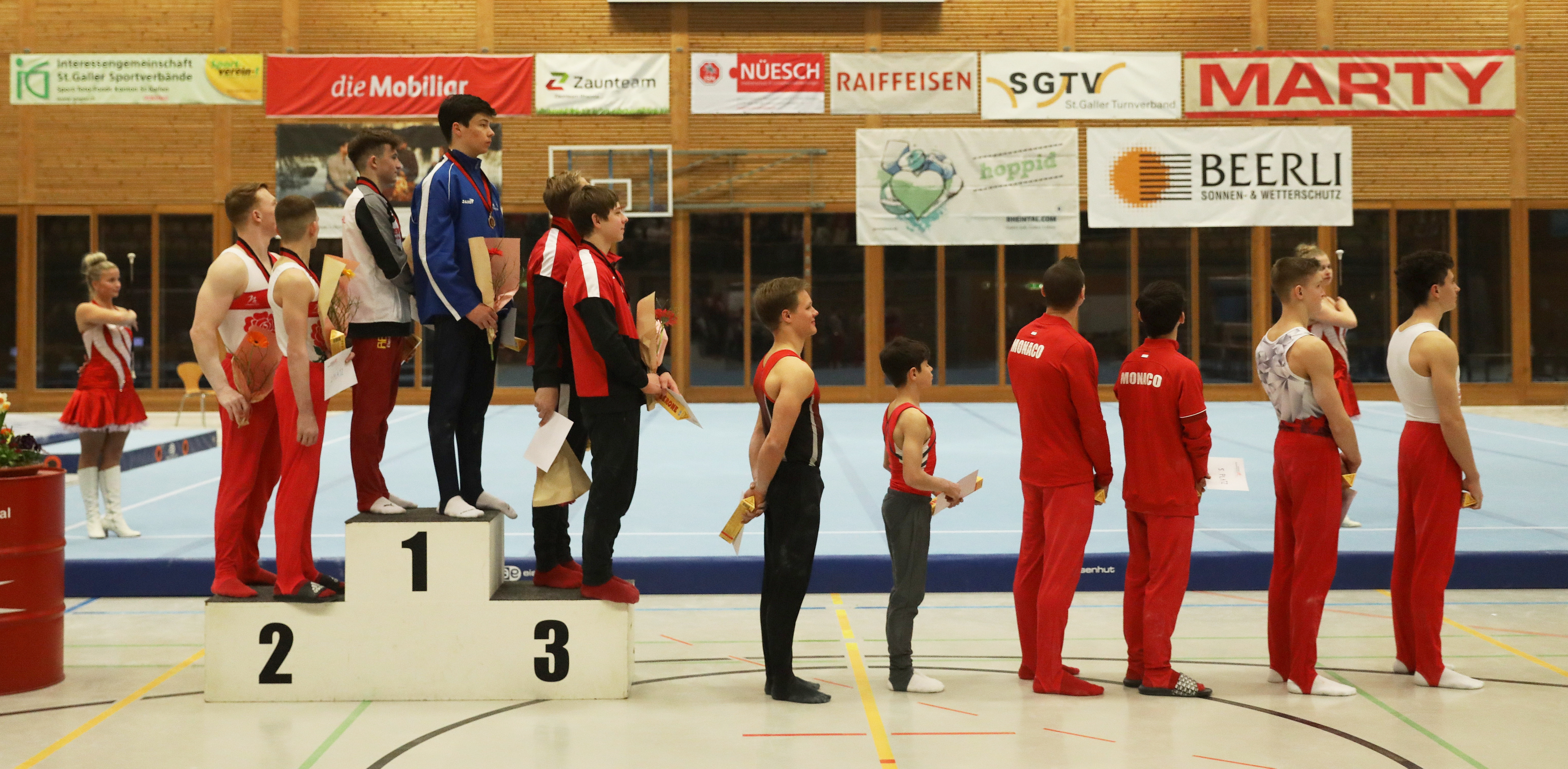
Siegerehrung im Teamfinale während der Nationalhymne

### Sonntag: Ostschweizer Cup
Nach dem Umbau der Halle für jüngere Turner finden am Sonntag Wettkämpfe in den Schweizer Kategorien Einführungsprogramm bis Programm 4 ausschliesslich für Schweizer Junioren-Turner im Alter von sechs bis 13 Jahren statt. Da diese Wettkämpfe Teil des Ostschweizer Cups sind, nehmen vor allem Turner aus diesen Regionen teil. Dies umfasst neben dem austragenden Turnzentrum Rheintal auch die Turnzentren Fürstenland und Graubünden, die Turnfabrik im Kanton Thurgau sowie das Regionale Leistungszentrum Ost in Wil (ab dem Programm 3). Neben den Turnern aus der Ostschweiz nehmen auch Junioren aus anderen Regionen, beispielsweise aus den Kantonen Aargau, Schaffhausen und Zürich, teil. Die Wettkämpfe im Rahmen des Ostschweizer Cups dienen als Qualifikationswettkämpfe für die Schweizer Meisterschaften Junioren sowie als kantonale Meisterschaft in St. Gallen.
Die Wettkämpfe finden ebenfalls als Mehrkämpfe statt. Zum Teil werden bei geringer Teilnahmezahl Programme auch in einem Durchgang zusammengelegt. Je Programm werden die sechs olympischen Geräte für die jüngeren Turner angepasst. Dazu zählen der Umbau von Sprungbahnen mit Minitrampolin statt Sprungbrett, kleinere Barren und Ergänzungen zum Seitpferd mit zwei Pauschen wie ein Turnpilz ohne Pausche beziehungsweise mit einer Pausche, Pferde am Boden oder Seitpferde ohne Pauschen. Ein aus den teilnehmenden Vereinen zusammengesetztes Kampfgericht bewertet Pflicht- und Bonuselemente gemäss den Schweizer Anpassungen des internationalen Code de Pointage für diese Programme. Als Sieger der Mehrkämpfe wird die Person mit der höchsten Punktzahl aller Teilnehmer je Programm gekürt. Zudem wird der Kantonalmeister in den verschiedenen Programmen ausgezeichnet.

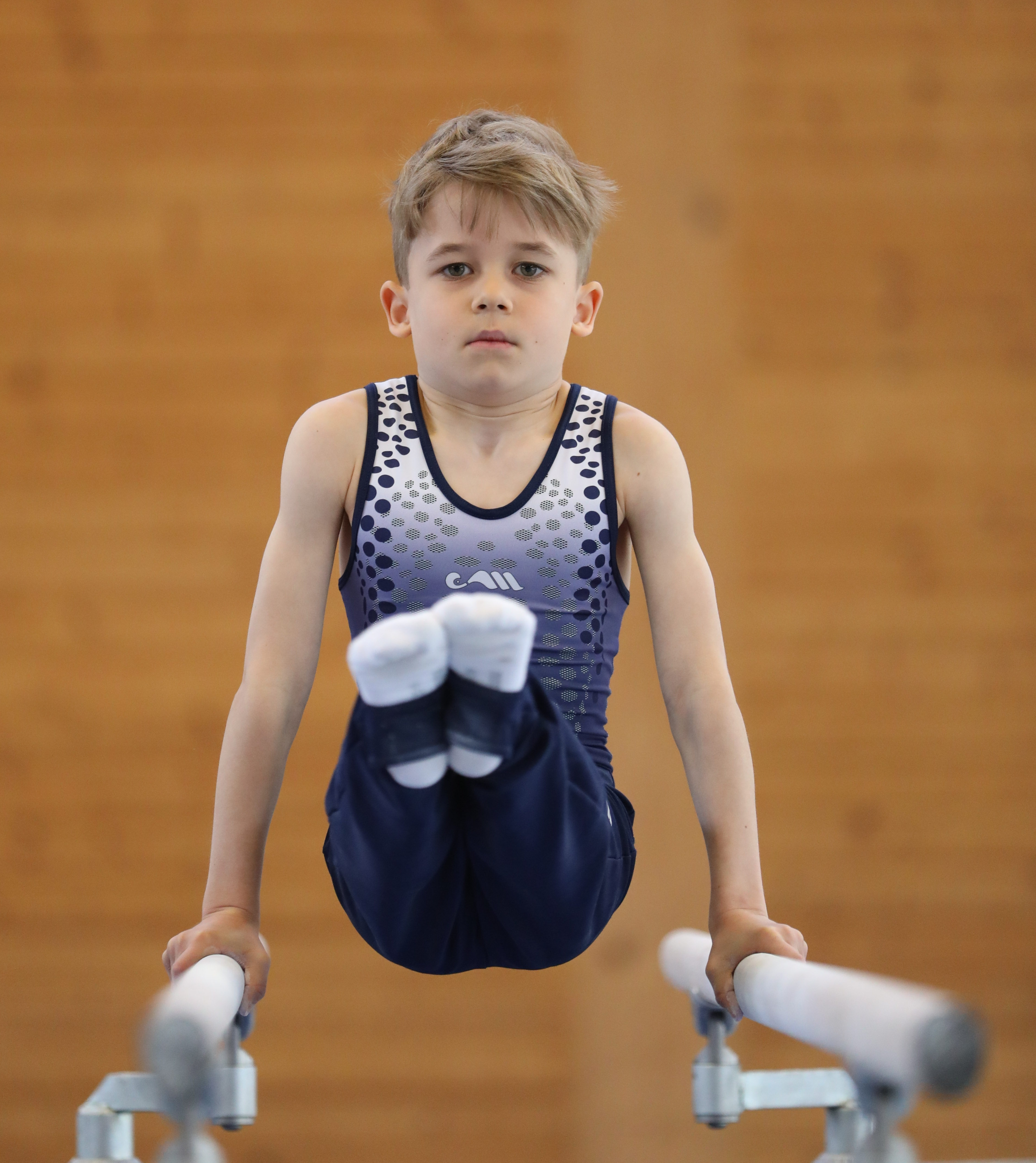
Turner aus dem Kanton Zürich im Einführungsprogramm am Barren
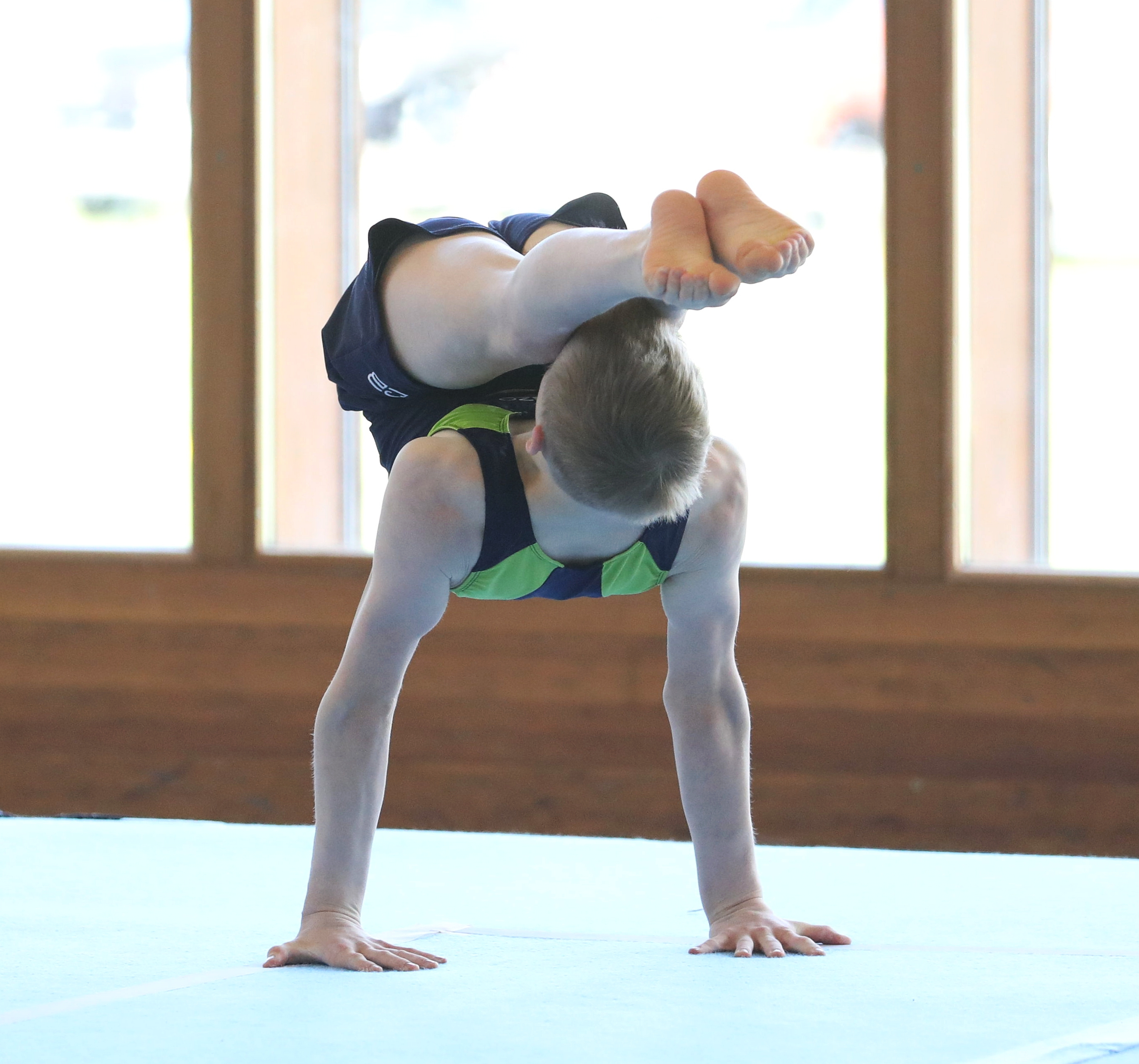
Turner vom Regionalen Leistungszentrum Ost führt einen Spitzwinkelstütz mit waagerechten Beinen (sog. Manna) durch
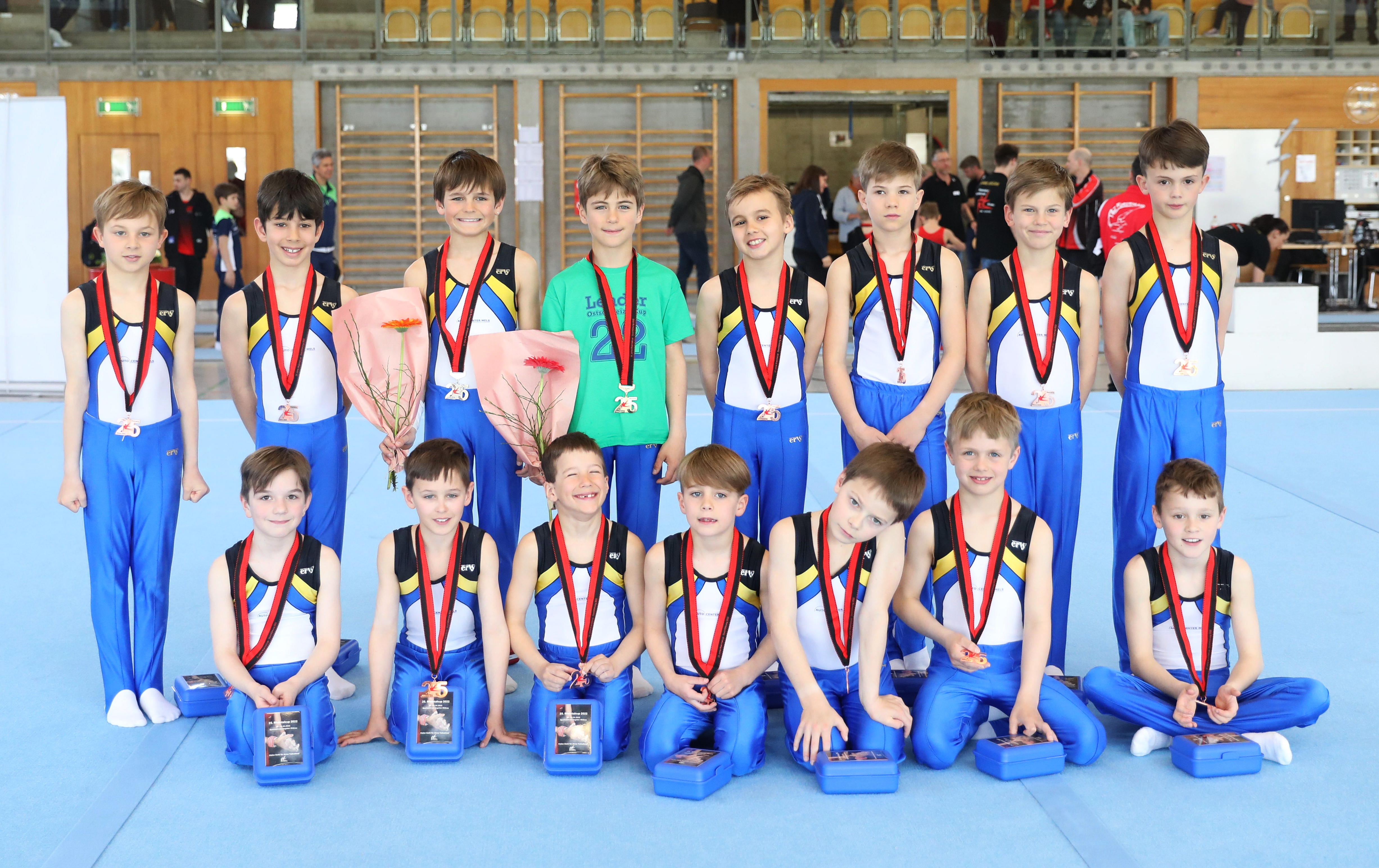
Teamfoto vom Turnzentrum Graubünden im Programm 1
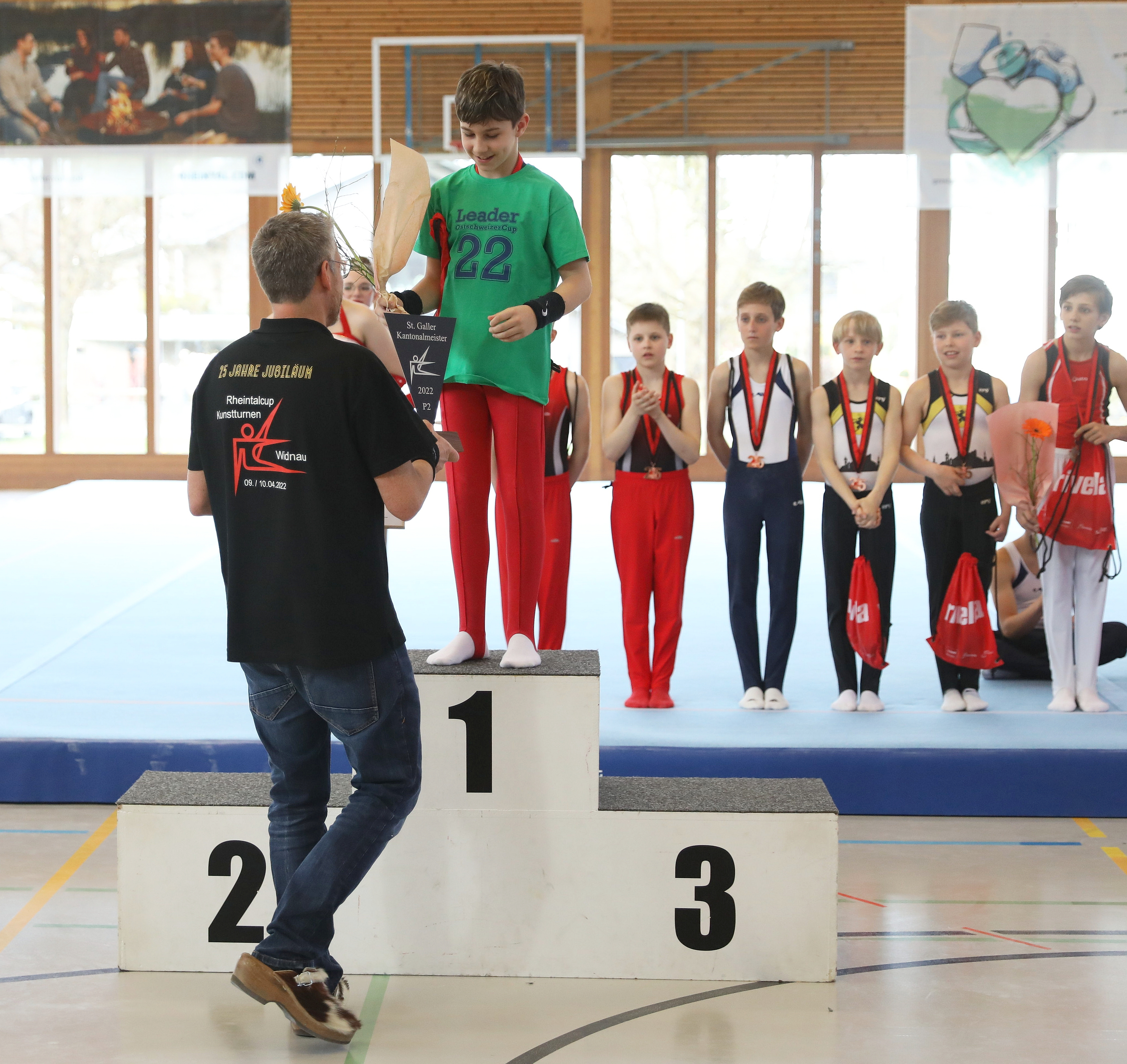
Auszeichnung des Kantonalmeisters im Programm 2 mit grünem Trikot für den Führenden im Ostschweizer Cup
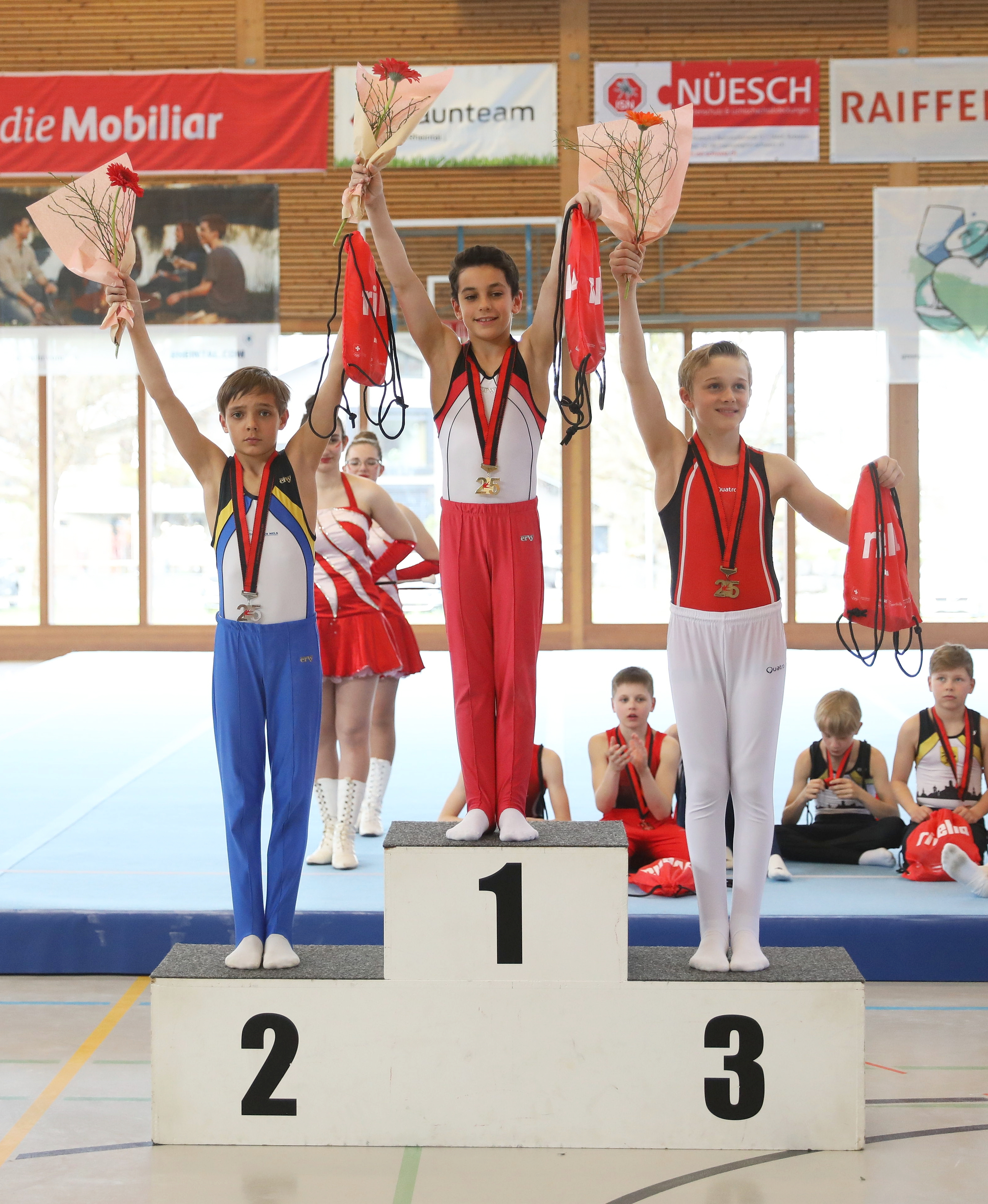
Siegerehrung im Programm 3 mit Turnern vom Turnzentrum Frauenfeld, Graubünden sowie der Thurgauer Turnfabrik

## Erfolgreiche Turner beim Rheintalcup (Auswahl)
Schweiz:
- Pablo Brägger
- Claudio Capelli
- Oliver Hegi
- Moreno Kratter
- Donghua Li
- Henji Mboyo
- Marco Pfyl[16]
- Taha Serhani

International:
- Filip Boroša, Kroatien
- Carlo Hörr, Deutschland[17]
- Joshua Nathan, England
- Mario Rauscher, Österreich
- Giarnni Regini-Moran, England
- Tin Srbić, Kroatien
- Nile Wilson, England